# Adalberto di Babenberg (figlio di Enrico)
Adalberto (854 – 9 settembre 906) fu un membro della dinastia dei Popponidi/Babenberg di Franconia.

## Biografia
Adalberto era figlio del margravio Enrico I di Babenberg e di Ingeltrude/Giuditta del Friuli. Il Graf Adalberto fu uno degli attori più importanti durante la faida tra le stirpi dei Popponidi/Babenberg di Franconia e dei Corradinidi. Sua sorella Edvige era sposata con Ottone l'Illustre.
Il 27 febbraio 906 un esercito guidato da Adalberto attaccò i Corradinidi vicino a Fritzlar. Durante i combattimenti, Corrado il Vecchio fu ucciso. Dopo che Adalberto si ritirò al castello di Theres, fu assediato dall'esercito reale. L'inviato del re, l'arcivescovo di Magonza e cancelliere Attone I, gli promise un salvacondotto. Tuttavia, quando Adalberto lasciò il castello, fu fatto prigioniero, condannato e decapitato. Successivamente i Babenberg persero tutti i loro uffici e beni nel ducato di Franconia.
Della vicenda ne parla, con alcuni particolari lievemente differenti, Liutprando di Cremona nella sua Antapodosis e nelle cronache di San Gallo, oltre che nelle Res gestae saxonicae di Vitichindo di Corvey, anche se in più versioni in diversi manoscritti. La sua figura è riportata anche nelle Deutsche Sagen dei fratelli Grimm sulla base di fonti medievali.

## Ascendenza
|                        |                       |                     | Genitori          |  |  | Nonni |  |  | Bisnonni |  |  | Trisnonni |  |
|                        |                       |                     |                   |  |  |       |  |  | …        |  |  | …         |  |
|                        |                       |                     |                   |  |  |       |  |  | …        |  |  | …         |  |
|                        |                       | …                   |                   |  |  |       |  |  | …        |  |  |           |  |
| …                      |                       |                     |                   |  |  |       |  |  | …        |  |  |           |  |
|                        |                       | …                   | …                 |  |  |       |  |  |          |  |  |           |  |
|                        |                       | …                   | …                 |  |  |       |  |  |          |  |  |           |  |
|                        |                       | …                   | …                 |  |  |       |  |  |          |  |  |           |  |
| Enrico di Franconia    |                       | …                   |                   |  |  |       |  |  |          |  |  |           |  |
|                        |                       | …                   | …                 |  |  |       |  |  |          |  |  |           |  |
|                        |                       | …                   | …                 |  |  |       |  |  |          |  |  |           |  |
|                        |                       | …                   | …                 |  |  |       |  |  |          |  |  |           |  |
| …                      |                       | …                   |                   |  |  |       |  |  |          |  |  |           |  |
|                        |                       | …                   | …                 |  |  |       |  |  |          |  |  |           |  |
|                        |                       | …                   | …                 |  |  |       |  |  |          |  |  |           |  |
|                        |                       | …                   | …                 |  |  |       |  |  |          |  |  |           |  |
| Adalberto di Babenberg |                       | …                   |                   |  |  |       |  |  |          |  |  |           |  |
|                        | Unruoch II del Friuli | …                   |                   |  |  |       |  |  |          |  |  |           |  |
|                        | Unruoch II del Friuli | …                   |                   |  |  |       |  |  |          |  |  |           |  |
|                        | Unruoch II del Friuli | …                   |                   |  |  |       |  |  |          |  |  |           |  |
| Eberardo del Friuli    | Unruoch II del Friuli |                     |                   |  |  |       |  |  |          |  |  |           |  |
|                        |                       | Engeltrude          | Begone di Tolosa  |  |  |       |  |  |          |  |  |           |  |
|                        |                       | Engeltrude          | Begone di Tolosa  |  |  |       |  |  |          |  |  |           |  |
|                        |                       | Engeltrude          | Alpaïs            |  |  |       |  |  |          |  |  |           |  |
| Ingeltrude             |                       | Engeltrude          |                   |  |  |       |  |  |          |  |  |           |  |
|                        |                       | Ludovico il Pio     | Carlo Magno       |  |  |       |  |  |          |  |  |           |  |
|                        |                       | Ludovico il Pio     | Carlo Magno       |  |  |       |  |  |          |  |  |           |  |
|                        |                       | Ludovico il Pio     | Ildegarda         |  |  |       |  |  |          |  |  |           |  |
| Gisella                |                       | Ludovico il Pio     |                   |  |  |       |  |  |          |  |  |           |  |
|                        |                       | Giuditta di Baviera | Guelfo I          |  |  |       |  |  |          |  |  |           |  |
|                        |                       | Giuditta di Baviera | Guelfo I          |  |  |       |  |  |          |  |  |           |  |
|                        |                       | Giuditta di Baviera | Edvige di Baviera |  |  |       |  |  |          |  |  |           |  |
|                        |                       | Giuditta di Baviera |                   |  |  |       |  |  |          |  |  |           |  |